# Paul Provenza
Paul Provenza (født 1957) er en amerikansk skuespiller.

## Filmografi
- Odd Jobs: Byron (1986)
- Pursuit of Happiness: David Hanley (1987–1988)
- The Facts of Life: Casey Clark (1987–1988)
- Kids' Court: Host (1988)
- Miami Vice: TV series, "Miami Squeeze" (5x11) (1989)
- Comics Only: Host (1991)
- Empty Nest: Patrick (1992–1993)
- Northern Exposure: Dr. Phillip Capra (1994–1995)
- Phobophilia: The Love of Fear (1995)
- Sabrina the Teenage Witch: Ethan (1996)
- Beggars and Choosers: Parker Meridian (1999–2000)
- The West Wing: Steve Onorato (2000)
- Fixing Frank: Jonathan Baldwin (2002)
- The Aristocrats: producer, director, editor (2005)
- The Green Room with Paul Provenza: Host (2010–2011)